# Baron Rotherwick
Baron Rotherwick, of Tylney im County of Southampton, ist ein erblicher britischer Adelstitel in der Peerage of the United Kingdom, benannt nach der Ortschaft Rotherwick.

## Verleihung und nachgeordnete Titel
Der Titel wurde am 8. Juni 1939 an den Schiffsmagnaten und konservativen Politiker Sir Herbert Robin Cayzer, 1. Baronet verliehen. Cayzer hatte den Bezirk Portsmouth South im House of Commons vertreten. Bereits am 29. Januar 1924 war ihm der fortan nachgeordnete Titel Baronet, of Tylney im County of Southampton, verliehen worden. Sein Enkel, der 3. Baron, erbte zudem 2012 von seinem Großcousin den Titel 6. Baronet, of Gartmore in the County of Perth, der am 12. Dezember 1904 für Charles Cayzer, den Vater des 1. Barons, geschaffen worden war. Beide Baronetcys gehören zur Baronetage of the United Kingdom.

## Liste der Barone Rotherwick (1939)
- Herbert Robin Cayzer, 1. Baron Rotherwick (1881–1958)
- Herbert Robin Cayzer, 2. Baron Rotherwick (1912–1996)
- Herbert Robin Cayzer, 3. Baron Rotherwick (* 1954)

Titelerbe (Heir Apparent) ist der älteste Sohn des aktuellen Titelinhabers, Hon. Herbert Robin Cayzer (* 1989).